# Яценко Михайло Трохимович
Михайло Трохимович Яценко (7 жовтня 1923, с. Свидовець, Бобровицький район,  Чернігівська область — 20 липня 1996, Київ) — український літературознавець, фольклорист. Лауреат Республіканської премії імені Т. Г. Шевченка (1988).

## Освіта та наукові ступені і звання
- закінчив Київський державний університет імені Тараса Шевченка (1950).
- доктор філологічних наук (з 1980), професор.

## Кар'єра
- 1952–1962 — на видавничій роботі (начальник управління видавництв Міністерства культури УРСР).
- 3 1962 — співробітник Інституту мистецтвознавства, фольклористики та етнології,
- з 1966 — співробітник Інституту літератури ім. Т. Г. Шевченка АН УРСР.

## Твори
Автор монографій:
- «Володимир Гнатюк. Життя і фольклористична діяльність» (1964),
- «На рубежі літературних епох. „Енеїда“ Котляревського і художній прогрес в українській літературі» (1977),
- «Питання реалізму і позитивний герой в українській літературно-естетичній думці першої половини XIX ст.» (1979),

Автор багатьох статей та розвідок, серед яких:
- «Українська романтична поезія 20—60-х років XIX ст.» (1987),
- «Микола Костомаров — літературний критик» (1988),
- «Міфологія. Література. Мистецтво» (1990),
- «Літературне просвітництво в Україні. До проблеми типології і національної своєрідності» (1996),
- «Гердеризм і українська літературно-теоретична думка доби романтизму» (1997).

Співавтор:
- «Історії української літератури XX ст.» в 2-х томах, т. І (1995)
- «Історії української літератури XIX ст.» у 3-х книгах (1995–1997),

Відповідальний редактор колективних збірників статей, присвячених питанням жанрів, індивідуальних стилів українських письменників, історії реалізму в українській літературі XIX — початку XX ст.;
Разом з іншими науковцями досліджував український романтизм (в поезії, прозі, драматургії).
Упорядник кількох фольклористичних збірників, зокрема «Пісні Явдохи Зуїхи» (1965).
Був членом редколегії, упорядником (тт. 42, 43) та редактором (тт. 27, 38) вид. Зібрання творів І. Франка у 50-ти томах.

## Відзнаки
- Республіканська премія імені Т. Г. Шевченка 1988 року разом з І. О. Дзеверіним, М. Д. Бернштейном, Н. О. Вишневською, Б. А. Деркачем, О. Є. Засенком, О. В. Мишаничем, Ф. П. Погребенником за наукову редакцію, підготовку текстів та упорядкування Зібрання творів І. Я. Франка у 50-ти томах.

## Вшанування
У 2014 році до 90-ліття від дня народження Михайла Трохимовича Яценка на ніжинському видавництві «Орхідея» вийшла збірка наукових праць, присвячена пам’яті відомого вченого-літературознавця. До збірки увійшли спогади, статті учнів і колег науковця, у яких висвітлені різні проблеми історії та теорії літератури.